# Better than Revenge
«Better than Revenge» es una canción escrita y grabada por la cantautora estadounidense Taylor Swift para su tercer álbum de estudio, Speak Now (2010). Producida por Swift y Nathan Chapman, es una pista de pop punk que trata de venganza contra una rival romántica. Swift incluyó la canción en la lista de canciones de su gira mundial Speak Now World Tour (2011-2012).
Tras el lanzamiento de Speak Now en 2010, «Better than Revenge» alcanzó la posición setenta y tres en la lista Canadian Hot 100 de Canadá y el puesto cincuenta y seis en el conteo Billboard Hot 100 de Estados Unidos. En 2015 la canción fue certificada oro por la Recording Industry Association of America (RIAA) por vender más de 500 000 copias. Aunque algunos críticos de música encontraron la canción entretenida, algunos medios de comunicación criticaron a la letra de slut-shaming, considerándola corta de mira y superficial.

## Antecedentes

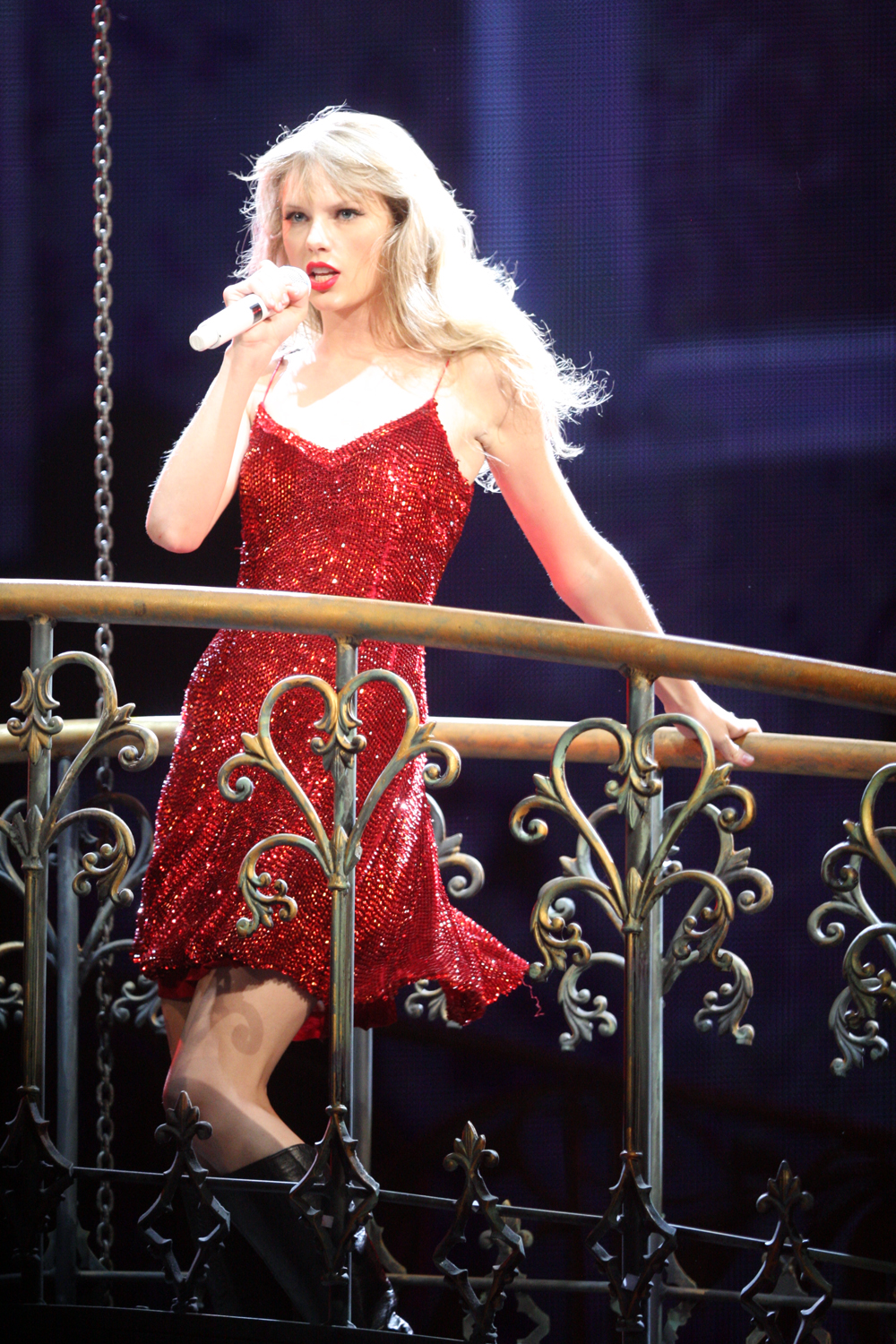
Taylor Swift cantando Better than Revenge en el Speak Now World Tour en 2012.

Taylor Swift lanzó su tercer álbum de estudio, Speak Now, el 25 de octubre de 2010. Escribió las catorce canciones del álbum por sí misma y concibió Speak Now como un álbum conceptual sobre las confesiones que quiso pero nunca tuvo la oportunidad de hacer a las personas que había conocido. Las letras del álbum se alejan de las perspectivas de secundaria de sus discos anteriores, con canciones que contienen mensajes de venganza hacia aquellos que le habían hecho daño. Una de esas canciones, «Better than Revenge», estaba dirigida a una rival romántica. Swift no reveló el tema de la canción. «Better than Revenge» es la décima pista en Speak Now y fue producida por Swift y Nathan Chapman.
Swift incluyó la canción en la lista de canciones de su gira mundial Speak Now World Tour (2011-2012). Durante los espectáculos, ella cantaba la canción en lo alto de un puente, vestida con un mini vestido de lentejuelas rojas y botas, y jugaba a pelear con uno de sus bailarines.

## Música y letra
«Better than Revenge» es una canción de pop punk en donde predomina la guitarra eléctrica. Según Ann Powers de Los Angeles Times, las voces de Swift en la canción se expanden considerablemente. La letra habla de la súplica de Swift por venganza contra una rival romántica. En comparación con sus canciones anteriores sobre fantasías románticas, «Better than Revenge» presenta una perspectiva más realista sobre el amor. En el estribillo, Swift describe a la rival como una «actriz» que es «conocida por las cosas que hace en el colchón». Maura Johnston, escribiendo para New York, citó esta parte como una de las pocas instancias en Speak Now donde Swift escribe sobre experiencias sexuales, un tema nuevo para ella en ese momento.

## Recepción

### Crítica
En una reseña de American Songwriter sobre Speak Now, Rick Moore afirmó que «Better than Revenge» es la canción que muestra que Swift no es la ingenua modelo a seguir que muchos padres perciben que es. Allison Stewart de The Washington Post consideró que la letra inmadura, pero reconoció que la canción, al igual que otras como «Dear John» o «Innocent», aleja la imagen de Swift de la «dulzura celestial» de sus canciones anteriores. En BBC Music, Matthew Horton la consideró una de las canciones más débiles de Speak Now.
El escritor de Slant Magazine, Jonathan Keefe, fue crítico con «Better than Revenge», considerándola en general superficial y de mirada estrecha debido a que se indulgía en la autocomplacencia: «Su narración a menudo parece carecer de perspicacia porque Swift escribe desde el punto de vista de que su historia es la única que se puede contar». John J. Moser de The Morning Call comentó que la inmadura «Better than Revenge», junto con otras canciones, frustraba la autoproclamada madurez de Swift en Speak Now: «En lugar de transmitir emociones maduras, las canciones transmiten conceptos de emociones maduras de una adolescente... Si Swift es tan madura, ¿por qué está tan empeñada en vengarse, después de todo?».
En una nota más positiva, Mikael Wood de Spin consideró que «Better than Revenge» era entretenida. Leah Greenbalt de Entertainment Weekly la describió como una canción «sorprendentemente afilada» y un paso adelante respecto al «corazón acelerado de la adolescencia» de las canciones anteriores de Swift, y Steve Hyden de The A.V. Club consideró la canción, junto con otras sobre venganza, una de las más fuertes de Speak Now: «El truco más astuto de Swift es ser más agradable cuando se está entregando a la maldad más evidente». Rolling Stone incluyó la canción en su lista de «Las 20 mejores canciones de venganza del country» en 2015: «Taylor Swift ha construido una carrera de millones de dólares sacando venganza lírica, y ["Better than Revenge"] quizás tenga el golpe más fuerte».

### Comercial
Después del lanzamiento de Speak Now «Better than Revenge» ingresó y alcanzó su punto máximo en el número 73 en el Canadian Hot 100. En Estados Unidos, la canción alcanzó el número 56 en el Billboard Hot 100 y el número 6 en la lista Country Digital Song Sales. En 2014, la Recording Industry Association of America (RIAA) certificó el tema con un disco de oro por superar las 500 000 unidades en ventas y streaming.

## Repercusión
Los medios contemporáneos reaccionaron negativamente a «Better than Revenge», citando su narrativa como una forma de «slut-shaming» o estigmatizar a las mujeres por su comportamiento sexual. Según lo observado por Nate Jones para Vulture, la canción solidificó la imagen de Swift como antifeminista; algunos medios la habían acusado previamente de ser hostil al feminismo a través de letras de ciertas canciones como «Fifteen», que críticos consideraron negativas en términos de sexualidad; y «You Belong with Me», que trata sobre competir con otra chica por el amor de un chico. Algunas escritoras feministas acusaron a Swift de capitalizar las rivalidades entre mujeres. En 2014, Swift le dijo a The Guardian que se identificaba como feminista y habló sobre la canción: «Tenía 18 años cuando la escribí. Esa es la edad en la que piensas que alguien realmente puede robarte a tu novio. Luego creces y te das cuenta de que nadie puede quitarte a alguien si no quieren irse».
Incluso después de que Swift afirmara ser feminista, los críticos continuaron cuestionando su imagen «calculada», considerando su ideología feminista como egoísta. A medida que el éxito de Swift crecía con sus posteriores álbumes pop, los medios se enfocaron en las letras problemáticas de «Better than Revenge» para cuestionar su identidad feminista. En un comentario para New Statesman en 2017, Annie Leszkiewicz consideró «Better than Revenge» como un paso en falso en la artística de Swift, argumentando que indulgía en la fama y perjudicaba su imagen pública como una chica pura que ella había cultivado. Los periodistas señalaron que «Better than Revenge» fue el precedente de muchas de las canciones posteriores de Swift sobre celebridades y venganza, especialmente «Bad Blood» (2015) y «Look What You Made Me Do» (2017), a medida que su vida personal se sensacionalizaba en la prensa.

## Rendimiento comercial

### Semanal
| País           | Lista                      | Mejor posición |
| 2010           | 2010                       | 2010           |
| -------------- | -------------------------- | -------------- |
| Canadá         | Canadian Hot 100           | 73             |
| Estados Unidos | Billboard Hot 100          | 56             |
| Estados Unidos | Country Digital Song Sales | 6              |

### Certificaciones
| País           | Organismo certificador | Certificación | Ventas certificadas | Ref.   |
| -------------- | ---------------------- | ------------- | ------------------- | ------ |
| Estados Unidos | RIAA                   | Oro           | 500 000             | [ 22 ] |